# Vstup Srbska do Evropské unie

Srbsko a Evropská unie

Vstup Srbska do Evropské unie je v současné době probíhající proces mezi srbskou vládou a Evropskou unií.

## Průběh

### Potenciální kandidát
Již v druhé polovině 90. let zahrnula Evropská unie Srbsko (resp. tehdejší svazovou republiku Jugoslávii) do skupiny zemí, které by měly získat plnoprávné členství. Po svržení Slobodana Miloševiće a demokratizaci země se tato možnost dostala na pořad dne. Potvrzena byla oficiálně na summitu evropských zemí v Soluni v červnu 2003.

### Podpis smlouvy o stabilizaci a přidružení
V listopadu 2005 zahájila EU jednání o Dohodě o stabilizaci a přidružení. Tuto dohodu Srbsko podepsalo dne 29. dubna 2008. Tříletou prodlevu si vynutila evropská strana v souvislosti s pochytáním válečných zločinců a jejich předání mezinárodnímu trestnímu tribunálu v Haagu. Z Evropské strany byl postup takový, že vše, co bylo dosaženo vyjednáváním, bude v případě rozdělení státního společenství Srbsko a Černá Hora platit pro každý z nástupnických států. To bylo možné především díky tomu, že SCG bylo velmi volným soustátím, kde nebyl realizován ani jednotný trh, ani měnová unie.[zdroj?]
V roce 2009 nastoupila v zemi k moci nová vláda Mirka Cvetkoviće. Podpora vstupu do EU byla ze strany srbské veřejnosti v této době rekordní; vstoupit do spolku 27 zemí chtělo 71 % obyvatel země. Podpora postupem času klesala; roku 2012 se snížila na 49 %. V roce 2017 bylo pro vstup 47 % obyvatel země.

### Vyjednávání mezi EU a Srbskem o členství
Srbsko podalo oficiálně kandidaturu na členství v EU dne 22. prosince 2009. Uskutečnilo se tak poté, co byla odblokována jednání o obchodních smlouvách mezi EU a Srbskem. Realizací volného trhu mezi EU a Srbskem byl dosáhnut hlavní cíl přidružení k EU. Evropská unie ve snaze hospodářské pomoci Srbsku otevřela svůj trh zboží z balkánské země již v roce 2001.[zdroj?] Rovněž byla ze strany EU zrealizována liberalizace v oblasti vízové politiky. V souladu s těmito dohodami muselo Srbsko zmodernizovat především vydávané pasy; stáhnout z oběhu pasy, které byly vydány ještě v době existence SFRJ nebo SRJ. Rovněž musela země zavést nové registrační značky vozidel, s modrým pruhem ale bez hvězd z vlajky EU.
Tehdejší srbská vláda Mirko Cvetkoviće si stanovila za cíl vstup do EU v roce 2014.
Přístupový proces nicméně komplikovalo několik otázek; jednak proces sjednocení jisté části srbské legislativy s unijní, jednak problematická otázka uznání Kosova. EU si také jako požadavek pro zahájení procesu přistoupení kladla vydání válečných zločinců z 90. let 20. století k mezinárodnímu soudu ICTY v Haagu. Ratko Mladić byl zatčen dne 26. května 2011 a Goran Hadžić 20. června 2011.
Již od začátku přístupového procesu se velmi rozšířeným mediálním tématem v Srbsku, ale i v sousedních zemích stala otázka, zdali je uznání vlády v Prištině podmínkou pro srbskou vládu k plnoprávnému členství. Prezident Tomislav Nikolić uvedl, že v takovém případě, by EU Srbsko přijímat neměla. Přestože Evropská unie takové tvrzení nikdy ústy svých zastupitelů neučinila, podmínili evropští představitelé pokrok v oblasti vyjednávání se srbskou vládou zlepšením vztahů mezi Bělehradem a Prištinou. Srbsko proto podepsalo řadu smluv, na základě nichž byly např. uznány kosovské občanské průkazy, byla zřízena jednodušší kontrola na společné hranici (nazývané administrativní linie) a ukončen provoz paralelních institucí v Kosovu. V roce 2013 podepsali srbští zástupci v Bruselu dohodu, která definovala jejich vztahy s Kosovem.
Zástupci Kosova se během vyjednávacího procesu pokoušejí vyvíjet nátlak na Evropskou unii, aby požadovala od Srbska co nejvstřícnější politiku vůči Kosovu. Představitelé EU v této záležitosti nicméně oznámili, že nechtějí být arbitrem ve vztahu obou subjektů. EU proto ani nereagovala během kauzy vydání Ramushe Haradinaje a srbského vlaku v Kosovu s nápisem Kosovo je Srbsko, který vzbudil mezi oběma vládami ostré reakce.

### Status kandidáta

#### Udělení statusu

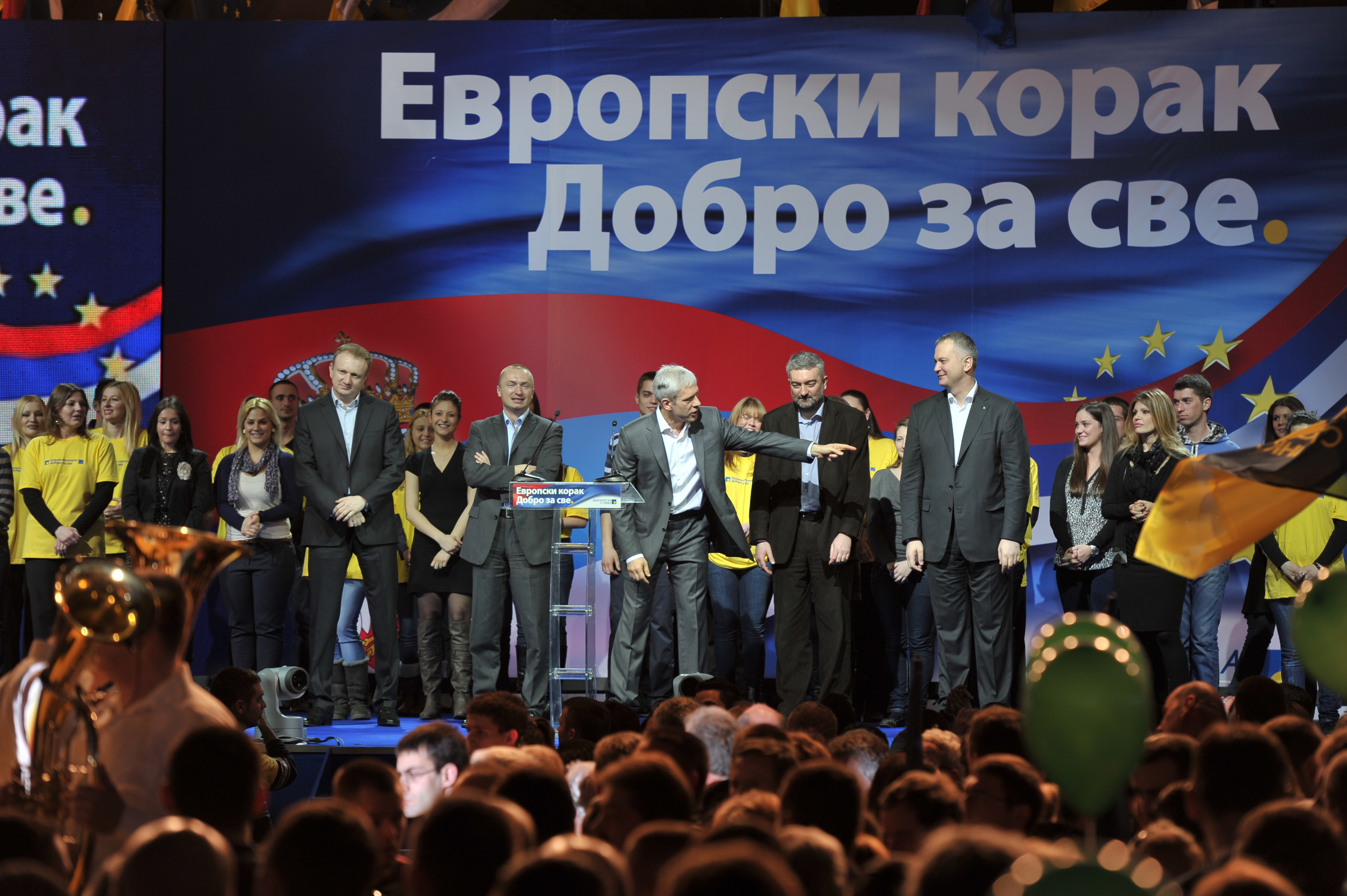
Ceremonie udělení statusu kandidátské země v roce 2012.

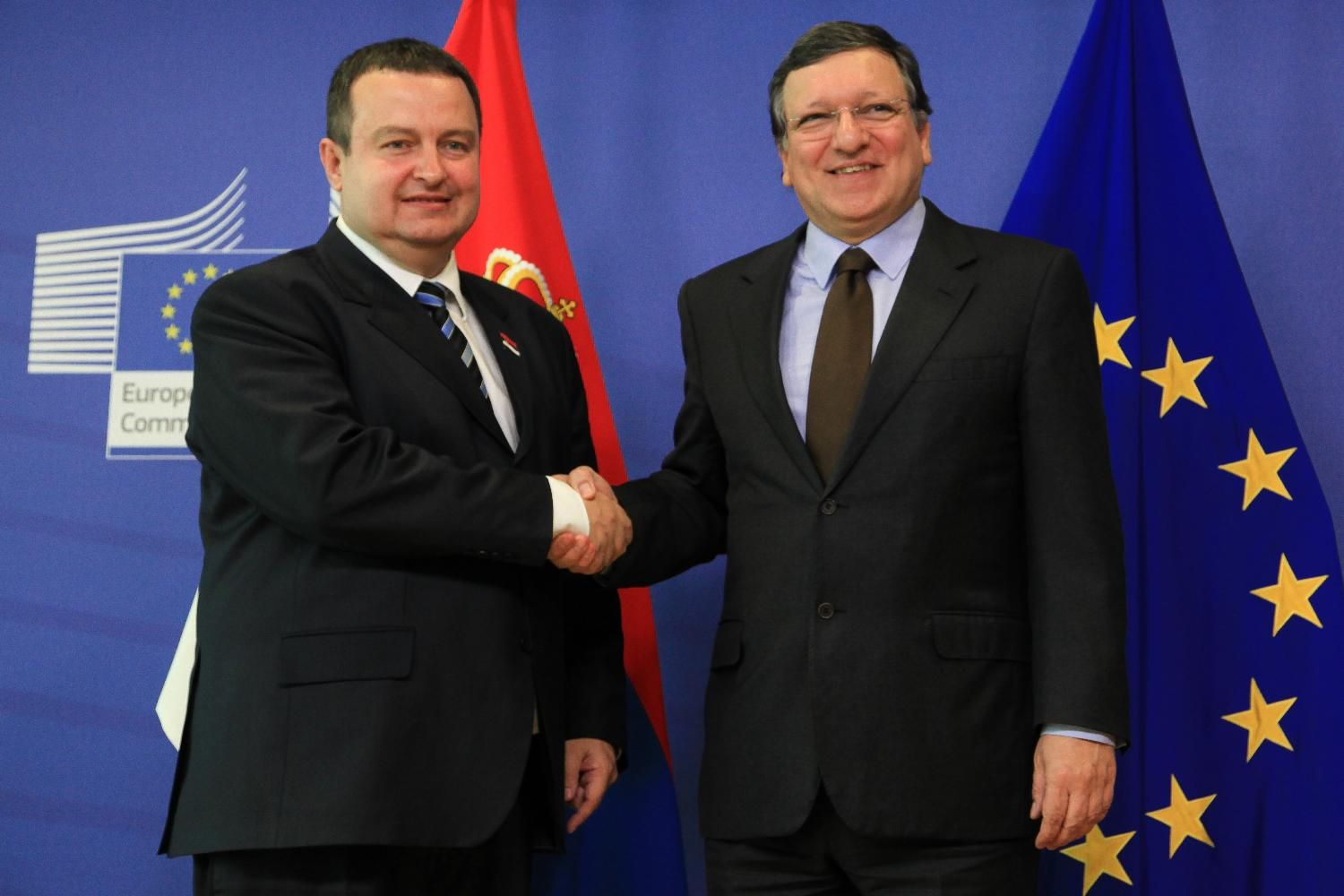
Tehdejší premiér Srbska Ivica Dačić a tehdejší předseda Evropské komise, José Manuel Barroso.

Srbská vláda již od počátku požadovala, aby byla kosovská otázka od procesu přistoupení země k EU zcela oddělena. V roce 2012 vládu tehdejší Demokratické strany nahradila Srbská pokroková strana v čele s Aleksandrem Vučićem. Její předvolební heslo bylo I Kosovo, i Evropa. Srbská radikální strana, která ostře protestovala proti vstupu země do EU, jej parafrázovala vlastním heslem I Kosovo i Rusko.
V roce 2013 uvedl Aleksandar Vučić jako cílové datum vstupu země do EU rok 2020.
Status přistupujícího člena dne 28. února 2012 na hlasování ministrů zahraničí členských zemí EU v Bruselu schválilo 26 z 27 členských zemí. Proti bylo pouze Rumunsko, které požadovalo, aby Srbsko garantovalo lepší práva rumunské menšiny, která žije na severovýchodě Srbska. Spor se podařilo vyřešit nakonec vzájemnou dohodou. Dne 1. března 2012 získalo Srbsko status kandidátské země. Po podepsání dohody s Kosovem v prosinci 2013 byly následně dne 21. ledna 2014 zahájena vyjednávání.

#### Jednání o přístupových kapitolách
Od září 2013 do března 2015 probíhal nejprve jednostranný, a poté bilaterální screening platných zákonů na území Srbska tak, aby Evropská komise dokázala definovat potřebné přístupové kapitoly.
V závěru roku 2015 byly otevřeny první přístupové kapitoly. Srbská strana musí uzavřít v přístupovém procesu 35 kapitol; o jednu více, než tomu bylo v případě jiných členských zemí. Poslední kapitola, která byla uvedena zvlášť, je normalizace vztahů s Kosovem. První dvě kapitoly, které byly při vyjednávání uzavřeny, se týkaly vědy a výzkumu (13. prosince 2016) a Vzdělání a kultury (27. února 2017). Uzavření kapitoly je možné vždy tehdy, jsou-li realizována všechna opatření, která uvedou srbskou legislativu do souladu s evropským standardem. Po uzavření všech kapitol srbští představitelé uzavřou na mezivládní konferenci smlouvu o přistoupení, kterou budou ratifikovat členské země EU.
Ke každé přístupové kapitole jsou zřízeny vyjednávací týmy, které zřizují jednotlivá srbská ministerstva a která vedou jednání o uvedené kapitole až do jejího uzavření. Tyto týmy jsou součástí tzv. širšího vyjednávacího týmu. Kromě toho existuje užší vyjednávací tým o 15-20 lidech a Státní delegace, kterou řídí ministr zahraničních věcí Srbska, resp. Ministr pro evropskou integraci.

#### Překážky v projednávání kapitol
Chorvatská vláda během průběhu přístupových rozhovorů iniciovala zablokování otevření některých přístupových kapitol. Učinila tak na protest proti srbskému zákonu o válečných zločincích, který by umožnil stíhat podezřelé osoby i mimo území Republiky Srbsko, tedy i v Chorvatsku. Srbsko rovněž musí kvůli přístupovým rozhovorům změnit svojí vlastní ústavu, a to především kvůli oblasti soudnictví. Mediálně propíraným tématem se stala nicméně i preambule ústavy, která ve své první větě uvádí Kosovo jako součást Srbska, a která by rovněž mohla být kvůli nezbytnosti zlepšení vztahů s vládou v Prištině změněna.

## Srbský poslanec EP
Ačkoliv Srbsko ještě není řádným členským státem Evropské unie, přesto má již od 1. července 2014 v Evropské parlamentu svého zástupce. Za maďarskou stranu Fidesz premiéra Viktora Orbána byl ve volbách do EP 2014 a 2019 v Maďarsku zvolen europoslanec Andor Deli (srbsky Андор Дели) z města Bečej ve Vojvodině, který je držitelem maďarského i srbského státního občanství. Je tedy fakticky prvním srbským občanem zvoleným za poslance Evropského parlamentu.